# John Carver
John William Carver  (ur. 16 stycznia 1965 w Newcastle upon Tyne) – angielski piłkarz i trener piłkarski. Od 2020 asystent trenera reprezentacji Szkocji, od 2024 trener Lechii Gdańsk.

## Kariera piłkarska
Carver urodził się w Newcastle upon Tyne. Dołączył do Montagu i North Fenham Boys Club, gdy miał dziewięć lat, co doprowadziło do podpisania przez jego rodzinny klub, Newcastle United, kontraktu z nim jako uczniem, gdy miał 16 lat.  Podpisał profesjonalny kontrakt z klubem w styczniu 1983 roku, ale nigdy nie zadebiutował w lidze i został zwolniony w 1985 roku. 
Następnie Carver spędził sezon w Cardiff City, występując w nim 13 razy, jednak kontuzja uda zakończyła jego karierę zawodową w wieku 20 lat. Następnie grał w półprofesjonalnej piłce nożnej w Gateshead od 1987 do 1990 roku, jednocześnie piął się po szczeblach kariery trenerskiej w Newcastle, zaczynając od szkół, zanim w 1992 roku objął stanowisko dyrektora w School of Excellence w Newcastle. 

## Kariera trenerska

### Newcastle United
Carver był asystentem menedżera Bobby'ego Robsona w Newcastle United. Po zwolnieniu Robsona w sierpniu 2004 r. Carver został mianowany tymczasowym trenerem i poprowadził drużynę do zwycięstwa 3:0 nad Blackburn Rovers. Później zadedykował zwycięstwo Robsonowi. Pomimo zwycięstwa, Carver nie był brany pod uwagę jako stały pracownik, stanowisko to objął Graeme Souness. Carver opuścił klub we wrześniu 2004 roku.

### Leeds United
W lipcu 2005 roku został trenerem tymczasowym Leeds United, zastępując Adriana Boothroyda, który opuścił klub, aby zostać nowym trenerem Watford. W maju 2006 roku Carver awansował na stanowisko asystenta trenera.
Carver został tymczasowym menadżerem po raz drugi, po tym jak Leeds zwolniło Kevina Blackwella po słabym początku sezonu. Jednak seria ciężkich porażek, zwieńczona miażdżącą porażką 5:1 z Luton Town, skłoniła prezesa Leeds Kena Batesa do podjęcia decyzji o zatrudnieniu Dennisa Wise'a i Gusa Poyeta. Carver opuścił Leeds 23 października 2006 roku, a obowiązki tymczasowego menadżera na krótko przejął David Geddis. 

### Luton Town
Kevin Blackwell został później trenerem Luton Town i zatrudnił Carvera jako swojego asystenta. Ich wspólna przygoda w Luton potrwała bardzo krótko, bo Blackwell został zwolniony w połowie stycznia 2008 roku razem z całym swoim sztabem.

### Toronto FC
1 lutego 2008 roku Carver został głównym trenerem drużyny Toronto FC. W kwietniu 2009 roku Carver został obciążony kwotą 750 dolarów przez MLS za otwartą krytykę poziomu sędziowania podczas przegranego 3:2 meczu wyjazdowego z FC Dallas. Cztery dni później nie znalazł się na ławce rezerwowych podczas wygranego 1:0 meczu u siebie z Chivas USA i ostatecznie zrezygnował 25 kwietnia 2009 roku, dzień przed meczem domowym drużyny z Kansas City Wizards.

### Plymouth Argyle i Sheffield United
W grudniu 2009 roku Carver został mianowany asystentem trenera Paula Marinera w Plymouth Argyle. 14 stycznia 2010 roku odrzucił ofertę trenera Burnley, Briana Lawsa, aby dołączyć do klubu Lancashire jako trener, podając jako powód pozostania chęć odwdzięczenia się za lojalność okazaną Paulowi Marinerowi i klubowi. 
W sierpniu 2010 roku Carver został zatrudniowy trenerem pierwszej drużyny Sheffield United. Po odejściu Gary'ego Speeda z Sheffield United, aby zostać trenerem reprezentacji Walii 14 grudnia, Carver został mianowany tymczasowym menedżerem. Opuścił klub 30 grudnia 2010 roku, gdy Micky Adams został mianowany menedżerem.  

### Powrót do Newcastle United
18 stycznia 2011 roku Newcastle United ogłosiło, że Carver będzie ich nowym asystentem trenera do końca sezonu. Menedżer Alan Pardew powiedział, że była to tylko krótkoterminowa umowa, która miała na celu sprawdzenie, jak obaj będą ze sobą współpracować i czy on sam będzie dobrze współpracował z zespołem. 25 lutego podpisał nowy, pięcioipółletni kontrakt z Newcastle.
17 marca 2013 roku został wyrzucony na trybuny przez sędziów w przerwie meczu Newcastle z Wigan Athletic. Jego reakcja na zawodnika Wigan Calluma McManamana nastąpiła po  faulu na obrońcy Newcastle Massadio Haïdarze, w wyniku którego Haïdara został zniesiony na noszach, a McManaman uniknął kary. W rezultacie Carver został ukarany grzywną w wysokości 1000 funtów i ostrzeżony o swoim przyszłym zachowaniu.
Po zainteresowaniu Pardewa pracą w Crystal Palace, Carver został tymczasowo mianowany odpowiedzialnym za dwa kolejne mecze Newcastle przeciwko Burnley w Premier League i Leicester City w Pucharze Anglii. 3 stycznia 2015 roku, po potwierdzeniu odejścia Pardewa do Crystal Palace i  po odpadnięciu Newcastle z Pucharu Anglii, Carver sam zgłosił swoją kandydaturę na stanowisko menedżera, ale nalegał, aby zarząd znalazł jego następcę po przegranej 2:1 z Southampton 17 stycznia. 
26 stycznia potwierdzono, że Carver został  tymczasowym trenerem do końca sezonu 2014/15. Podczas pełnienia funkcji tymczasowego trenera zanotował trzy porażki i jeden remis we wszystkich rozgrywkach. Pięć dni po tym, jak został tymczasowym trenerem do końca sezonu, wygrał swój pierwszy mecz 31 stycznia przeciwko Hull City. Od 4 marca do 2 maja miał serię ośmiu kolejnych porażek ligowych, co było klubowym rekordem Newcastle w Premier League. Pomimo tak dużych porażek Carver nadal uważał się za „najlepszego trenera w Premier League”, chociaż później twierdził, że jego słowa zostały wyrwane z kontekstu przez media po tym, jak jego oświadczenie wywołało powszechną wesołość.  
W ostatnim dniu sezonu Newcastle pokonało West Ham United 2:0, zapewniając sobie utrzymanie w Premier League. 9 czerwca zarówno Carver, jak i trener Steve Stone mieli rozwiązane kontrakty przed ogłoszeniem Steve’a McClarena na stanowisko nowego trenera głównego.   

### Omonia Nikozja i West Bromwich Albion
4 czerwca 2016 roku Carver został ogłoszony nowym trenerem cypryjskiego klubu Omonia Nikozja. 23 lutego 2017 roku został zwolniony z klubu. W listopadzie tego samego roku zastąpił Alana Pardewa na stanowisku asystenta trenera w West Bromwich Albion. Pełnił tę funkcję do kwietnia 2018 roku.   

### Reprezentacja Szkocji
31 sierpnia 2020 roku ogłoszono, że Carver dołączył do zespołu trenerskiego Steve'a Clarke'a w reprezentacji Szkocji. Zastąpił Alexa Dyera, który został trenerem w Kilmarnock.

### Lechia Gdańsk
30 listopada 2024 roku Carver został ogłoszony nowym trenerem Lechii Gdańsk, która w momencie objęcia przez niego stanowiska zajmowała 17. miejsce na 18 drużyn w tabeli. Carver podpisał umowę do końca sezonu z opcją przedłużenia o kolejny rok. Zgodnie z umową Lechii ze Szkocką Federacją Piłkarską będzie kontynuował swoją rolę asystenta trenera reprezentacji Szkocji do przerwy na mecze międzynarodowe w marcu 2025 roku. Zadebiutował w meczu przyjaźni, w którym Lechia wygrała 1:0 ze Śląskiem Wrocław. 23 maja 2025 roku podpisał nową, trzyletnią umowę z klubem.

## Statystyki jako trener
Stan na 31 lipca 2025 r.
| Klub             | Od                | Do                   | Wyniki | Wyniki | Wyniki | Wyniki | Wyniki |
| Klub             | Od                | Do                   | M      | W      | D      | L      | win %  |
| ---------------- | ----------------- | -------------------- | ------ | ------ | ------ | ------ | ------ |
| Newcastle United | 30 sierpnia 2004  | 12 września 2004     | 1      | 1      | 0      | 0      | 100,0  |
| Leeds United     | 21 września 2006  | 23 października 2006 | 5      | 1      | 0      | 4      | 20,0   |
| Toronto FC       | 1 lutego 2008     | 25 kwietnia 2009     | 40     | 12     | 12     | 16     | 30,0   |
| Sheffield United | 14 grudnia 2010   | 30 grudnia 2010      | 3      | 1      | 0      | 2      | 33,3   |
| Newcastle United | 1 stycznia 2015   | 9 czerwca 2015       | 20     | 3      | 4      | 13     | 15,0   |
| Omonia Nikozja   | 4 czerwca 2016    | 23 lutego 2017       | 30     | 17     | 8      | 5      | 56,7   |
| Lechia Gdańsk    | 30 listopada 2024 | Obecnie              | 21     | 8      | 2      | 11     | 38,1   |
| Łącznie          | Łącznie           | Łącznie              | 120    | 43     | 26     | 51     | 35,8   |